# Con te partirò
Con te partirò [kon ˈte partiˈrɔ] (Ital.; „Mit dir werde ich fortgehen“) ist ein italienisches Lied, das von Francesco Sartori komponiert wurde; den Text schrieb Lucio Quarantotto. Das Stück wurde 1996 von Andrea Bocelli und Sarah Brightman als Eröffnungslied beim Boxkampf von Henry Maske gegen Virgil Hill unter dem Titel Time to Say Goodbye (Engl.: „Zeit, Abschied zu nehmen“) bekanntgemacht.

## Hintergrund
Das Stück wurde zuerst von Andrea Bocelli auf dem Sanremo-Festival 1995 interpretiert und erschien auf seinem Album Bocelli aus demselben Jahr. Das Lied hatte weltweiten Erfolg mit der zweiten Version von 1996, die teilweise auf Englisch von Andrea Bocelli mit der Sopranistin Sarah Brightman, veröffentlicht als Time to Say Goodbye, gesungen wurde. Der Titel erhielt europaweit über 15-mal Platin.

## Entwicklung
Die Veröffentlichung des Liedes in seiner ursprünglichen Form durch Polydor Italien war kommerziell wenig erfolgreich. Polydor und East West vermarkteten es dann 1996 als Titellied des finalen Kampfs des Boxers Henry Maske gegen Virgil Hill. Man hatte beobachtet, dass Vangelis’ Conquest of Paradise durch Maskes Kämpfe gefördert wurde. Das Lied wurde in ein Duett mit Sarah Brightman umgeschrieben, die A Question of Honour für einen von Maskes früheren Kämpfen interpretiert hatte. Der deutsche Produzent Frank Peterson, der seit 1991 mit Brightman zusammenarbeitet, entschied sich dafür, dem Lied statt des deutschen Mit dir werde ich fortgehen einen englischen Titel zu geben.
Der Kampf zwischen Maske und Hill fand am 23. November 1996 vor 21 Millionen Zuschauern statt. Bocelli und Brightman sangen ihr Duett zur Eröffnung und am Ende des Kampfes. Bis Dezember des Jahres 1996 erreichte die Single die Spitze der deutschen Singlecharts, mit Verkäufen von etwa 40.000 bis 60.000 Stück pro Tag und Prognosen für mindestens eine Million bis Jahresende. Die Alben beider Sänger erfuhren ebenso eine Steigerung des Umsatzes. Bis Februar des folgenden Jahres 1997 brach die Single den Verkaufsrekord in Deutschland. Mit über 2,75 Millionen verkauften Exemplaren und elf Goldenen Schallplatten (5-fach-Platin) wurde es nur noch von Candle in the Wind übertroffen.
In Frankreich stand die Single sechs Wochen lang auf Platz 1 und wurde dreimal mit Platin ausgezeichnet. In Belgien stand sie zwölf Wochen auf Platz 1 und entwickelte sich zur meistverkauften Single aller Zeiten. Sie erhielt in Belgien sechs Platin-Auszeichnungen, vier in den Niederlanden und Doppel-Platin in Italien.
Das Duett ist auf Brightmans Album Timeless aus dem Jahr 1997 enthalten, das in den USA in Time to Say Goodbye umbenannt wurde, das Lied rückte an den Anfang des Albums. Brightman hat auch eine Solo-Version aufgenommen, die sowohl auf der Duett-Single als auch auf späteren Alben veröffentlicht wurde.

## Singleveröffentlichung
Die Ende 1996 veröffentlichte Singleversion erschien mit der Interpretenbezeichnung Sarah Brightman & Andrea Bocelli und beinhaltet neben dem gemeinsamen Duett eine nur von Brightman gesungene Version des Titelliedes sowie ein Lied aus Brightmans Album Fly (You Take My Breath Away) sowie ein exklusiv auf dieser Single erschienenes Stück der Sängerin (Sleep Tight).
1. Time to Say Goodbye (Con te partirò) (Francesco Sartori / Lucio Quarantotto, Frank Peterson) – 4:04
2. Sleep Tight (Thomas Schwarz, Matthias Meissner / Sarah Brightman, Thomas Schwarz) – 3:34 (Sarah Brightman)
3. You Take My Breath Away (Frank Peterson / Sarah Brightman, Frank Peterson) – 7:08 (Sarah Brightman)
4. Time to Say Goodbye (Con te partirò) (Francesco Sartori / Lucio Quarantotto, Frank Peterson) – 4:04 (Sarah’s Intimate Version) (Sarah Brightman)

## Kommerzieller Erfolg

### Chartplatzierungen
| ChartsChartplatzierungen     | Höchstplatzierung | Wochen |
| ---------------------------- | ----------------- | ------ |
| Deutschland (GfK)            | 1 (48 Wo.)        | 48     |
| Österreich (Ö3)              | 1 (33 Wo.)        | 33     |
| Schweiz (IFPI)               | 1 (38 Wo.)        | 38     |
| Vereinigtes Königreich (OCC) | 2 (19 Wo.)        | 19     |

| ChartsJahrescharts (1997)    | Platzierung |
| ---------------------------- | ----------- |
| Deutschland (GfK)            | 1           |
| Österreich (Ö3)              | 3           |
| Schweiz (IFPI)               | 1           |
| Vereinigtes Königreich (OCC) | 23          |

### Auszeichnungen für Musikverkäufe
| Land/Region                  | Auszeichnungen für Musikverkäufe (Land/Region, Auszeichnung, Verkäufe) | Verkäufe |
| ---------------------------- | ---------------------------------------------------------------------- | -------- |
| Belgien (BRMA)               | 2× Platin                                                              | 100.000  |
| Italien (FIMI)               | Gold                                                                   | 10.000   |
| Vereinigtes Königreich (BPI) | Silber                                                                 | 200.000  |
| Insgesamt                    | 1× Silber · 1× Gold · 2× Platin ·                                      | 310.000  |

| Land/Region                  | Auszeichnungen für Musikverkäufe (Land/Region, Auszeichnung, Verkäufe) | Verkäufe  |
| ---------------------------- | ---------------------------------------------------------------------- | --------- |
| Deutschland (BVMI)           | 11× Gold                                                               | 2.750.000 |
| Neuseeland (RMNZ)            | Platin                                                                 | 30.000    |
| Österreich (IFPI)            | Platin                                                                 | 50.000    |
| Schweiz (IFPI)               | 2× Platin                                                              | 100.000   |
| Vereinigtes Königreich (BPI) | Platin                                                                 | 600.000   |
| Insgesamt                    | 1× Gold · 10× Platin ·                                                 | 3.530.000 |

## Coverversionen
Es erschienen zahlreiche weitere Versionen von anderen Interpreten, die bedeutendste darunter war Por ti volaré, eine spanische Version mit kaum verändertem Text. Außerdem gibt es eine deutsche von Angelika Milster gesungene Version Zeit zu geh'n aus dem Jahr 1997. 1999 wurde die deutsche Version auch von Karel Gott interpretiert
.
Ebenfalls 1999 veröffentlichte Donna Summer in den USA ein Dance-Remix, mit dem sie einen Hit in den American-Dance-Charts landete und auch in den Billboard Hot 100 vertreten war. Im September 2008 sang Paul Potts das Lied beim Abschiedsspiel von Oliver Kahn zwischen dem FC Bayern München und der deutschen Fußballnationalmannschaft. 2017 sang Bocelli im russischen Fernsehen Time to Say Goodbye im Duett mit der russischen Sängerin Zara.